# Der schöne Ostertag

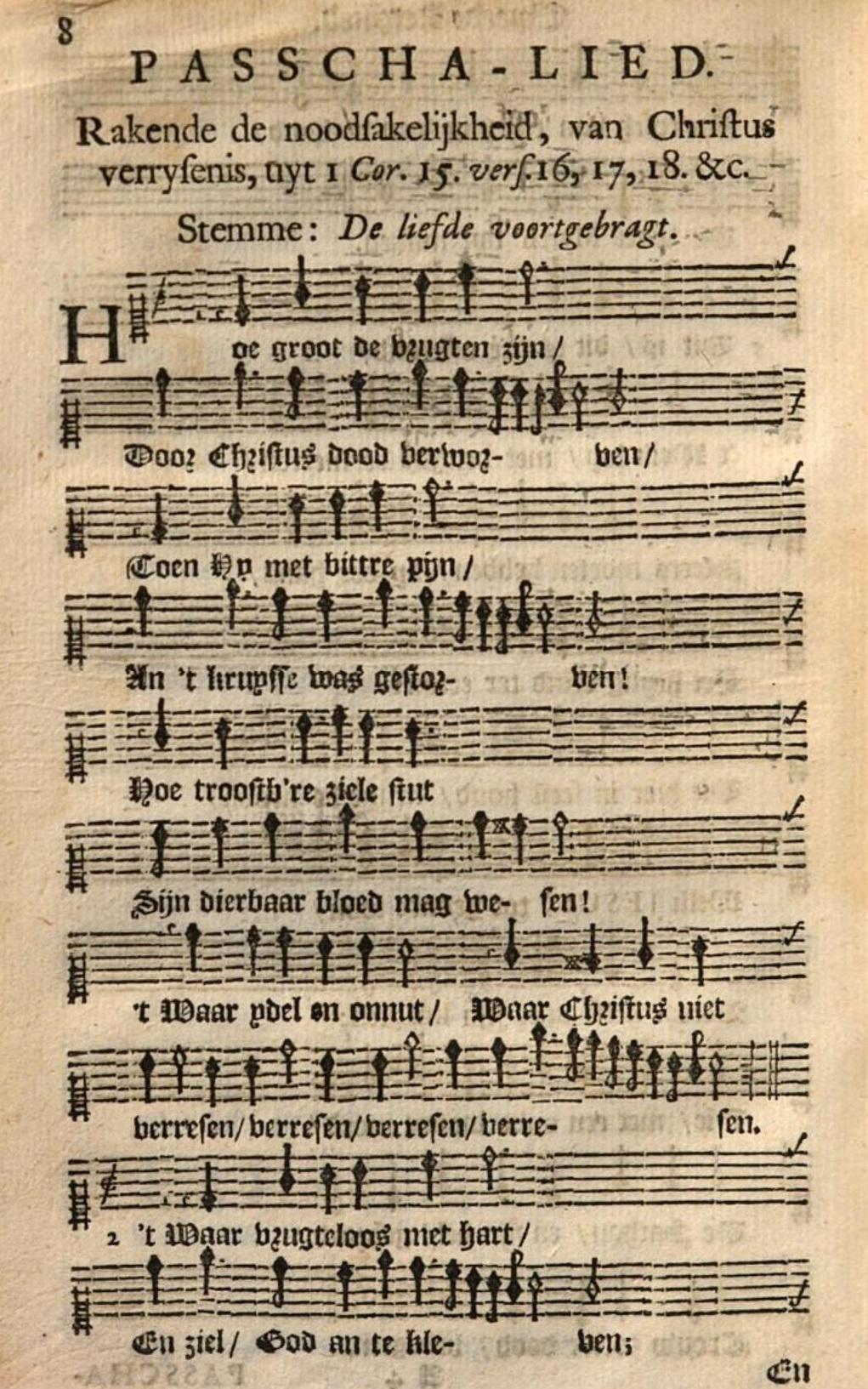
Hoe groot de vrugten zijn, Erstdruck 1684, erste Strophe

Der schöne Ostertag ist ein ursprünglich niederländisches Osterlied. Jürgen Henkys schuf 1983 die deutsche Fassung, die in das Evangelische Gesangbuch aufgenommen wurde.

## Geschichte

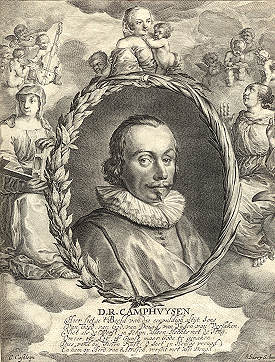
Dirk Raphaelzoon Camphuysen

Das Lied hat eine „komplizierte Vorgeschichte“. Am ältesten ist die fröhliche, helle Dur-Melodie, die unter den Chorälen des Gesangbuchs durch ihre melismatische Form einer barocken Aria und ihren Tonumfang eine Sonderstellung einnimmt. Sie stammt aus Dirk Raphaelszoon Camphuysens erfolgreichem Werk von 1624 Stichtelycke Rymen, einer Sammlung seiner geistlichen Lieder. Hier begleitet sie ein Lied, das die Liebe, die der reine Glaube an Gott hervorgebracht hat (De Liefde, voortgebracht / Door reyn geloof aen Gode) in Anlehnung an 1 Kor 13,1–13  betrachtet. Die effektvolle, vierfache Wiederholung im Refrain ist hier in der ersten Strophe mit dem Wort boven verbunden: Maer Liefde gaet te boven, te boven, te boven, te boven (Aber Liebe geht nach oben/noch höher). Die letzte Wiederholung ist ein freudiges, über neun Noten verteiltes Glissando.

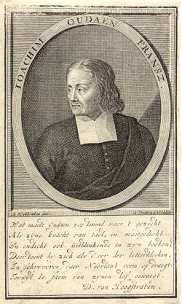
Joachim Oudaen

1684 wurde diese Melodie mit einem damals neuen Osterlied verbunden. An die für Mennoniten zusammengestellten Sammlung des Dichters Joachim Oudaen (1628–1692) mit gereimten Psalmen Davids Psalmen, Nieuwelyk op Rym-maat gestelt, hatte dieser einen Anhang Schriftuerlyke Gesangen mit zwölf biblischen Liedern angefügt, darunter das sechsstrophige Osterlied Hoe groot de vrugten zijn (Wie groß die Früchte sind). Der Text ist eine Auslegung einer Stelle aus dem 15. Kapitel des 1. Korintherbriefs (1. Kor. 15,12–23 ), in der Paulus den auferstandenen Christus als Erstlingsgabe beschreibt, der Hoffnung und ewiges Leben der Gemeinde begründet. In den ersten drei Strophen lautet der Refrain Waar Christus niet verreezen, verreezen, verreezen, verreezen (Wäre Christus nicht erstanden, erstanden, erstanden, erstanden), in den Strophen 4 bis 6: Nu Christus is verreezen, verreezen, verreezen, verreezen (Nun (aber) ist Christus erstanden, erstanden, erstanden, erstanden).
Das Lied geriet bald in Vergessenheit, wohl auch weil seine Melodie in mennonitischen Gemeinden nicht mehr als passend für den Gemeindegesang empfunden wurde. Wiederentdeckt wurde es im späten 19. Jahrhundert in Großbritannien im Zuge der neuen Wertschätzung alter Carols (siehe Piae cantiones). 1894 veröffentlichte der anglikanischen Priester und Hymnologe George Ratcliffe Woodward (1848–1934) eine kürzere, dreistrophige englische Fassung unter dem Titel This joyful Eastertide (Diese freudenreiche Osterzeit) in seiner Sammlung Carols for Easter and Ascension mit einem Satz von Charles Wood. Er muss dabei den Text von Oudaan gekannt haben; die Melodie erhielt in diesem Zusammenhang den Namen Vrugten oder Vruechten. Woodward verlängerte den Refrain um eine Zeile und verband die beiden Aussagen des Refrains bei Oudaen: Had Christ, that once was slain, ne'er burst his three-day prison, Our faith had been in vain: but now hath Christ arisen, arisen, arisen, arisen (Hätte Christus, der einst getötet wurde, nie sein drei-Tage-Gefängnis durchbrochen, wäre unser Glaube umsonst: aber nun ist Christus auferstanden, auferstanden, auferstanden, auferstanden). This Joyful Eastertide wurde in das Oxford Book of Carols und zahlreiche englischsprachige Gesangbücher unterschiedlicher Konfessionen aufgenommen. Es entstanden mindestens vier unterschiedliche englische Bearbeitungen oder Nachdichtungen, zuletzt How rich, at Eastertide von Fred Pratt Green (1981).
Erst Ende der 1970er Jahre wurde das Lied in den Niederlanden wiederentdeckt. Dadurch wurde es auch Jürgen Henkys bekannt, der vielfach Lieder aus dem Niederländischen übersetzt hat. Seine freie Nachdichtung hat beide Fassungen von Oudaan und Woodward als Vorlage. Sie erschien zuerst 1984 in der Potsdamer Kirche und 1986 in einer Publikation des Verbands Evangelischer Kirchenchöre mit dem Titel 36 Neue Lieder. Im 1994 eingeführten Evangelischen Gesangbuch steht es unter den Osterliedern als Nr. 117; als ein alternatives Wochenlied ist es dem Sonntag nach Ostern Quasimodogeniti zugeordnet. Im Gesangbuch der evangelisch-reformierten Kirchen der deutschsprachigen Schweiz von 1998 hat es die Nr. 486.

## Inhalt
In seiner deutschen Fassung: Der schöne Ostertag! Ihr Menschen, kommt ins Helle! ist das Lied eine starke, mitreißende Bekräftigung der Osterbotschaft, dass Christus auferstanden ist. In seiner Übertragung profiliert Henkys die an 1. Kor. 15,12–23  angelehnte gedankliche Grundstruktur des wenn – dann, indem er dreimal genau denselben Satzbau benutzt so glaubten/kämpften/hofften wir umsonst. Er verwendet Bilder der Ostergeschichte wie den Stein und die Frauen. Die vierfache Steigerung im Refrain, den Henkys wieder auf eine Zeile zurückführt, ist nun mit dem Wort erstanden verbunden: Doch nun ist er erstanden, erstanden, erstanden, erstanden.
Das Lied sollte nicht zu langsam, sondern „mit Schwung und Begeisterung“ gesungen werden.